# Iris proantha
Iris proantha är en irisväxtart som beskrevs av Friedrich Ludwig Diels. Iris proantha ingår i släktet irisar, och familjen irisväxter.

## Underarter
Arten delas in i följande underarter:
- I. p. proantha
- I. p. valida